# Eschweilera pachyderma
Eschweilera pachyderma är en tvåhjärtbladig växtart som beskrevs av José Cuatrecasas. Eschweilera pachyderma ingår i släktet Eschweilera och familjen Lecythidaceae. Inga underarter finns listade i Catalogue of Life.